# Carey Bell's Blues Harp
Carey Bell's Blues Harp — дебютний студійний альбом американського блюзового губного гармоніста Кері Белла, випущений у 1969 році лейблом Delmark. Вийшов у серії «Roots of Jazz Series».

## Опис
Свій дебютний альбом як соліст губний гармоніст Кері Белл записав під час двох сесій 12 лютого і 6 травня 1969 року на студії Sound Studios, Inc в Чикаго, Іллінойс, продюсером яких виступив Роберт Г. Кестер. На першій сесії Беллу (вокал, губна гармоніка) акомпанували гітаристи Едді Тейлор і Роял Джонсон, бас-гітарист Джо Гарпер і ударник Сідні Томас. У другій сесії взяли участь Белл (вокал, гармоніка), гітарист Джиммі «Фаст Фінгерс» Докінс, піаніст Джо Віллі Перкінс, бас-гітарист Джо Гарпер і ударник Віллі Вільямс.
Альбом включає 10 композицій, серед яких кавер-версії «I'm Ready» Віллі Діксона, «I Got to Find Somebody» і «Last Night» Літтла Волтера, «I Cry So Much» Мела Лондона, а також власні композиції Белла.
Альбом вийшов на лейблі Delmark в серії «Roots of Jazz Series».

## Список композицій
1. «I'm Ready» (Віллі Діксон) — 4:00
2. «I Got to Find Somebody» (Волтер Джейкобс) — 4:20
3. «Blue Monday at Kansas City Red's» (Кері Белл) — 4:00
4. «I'm Gonna Buy Me a Train Ticket» (Кері Белл) — 3:43
5. «Come on Over Here» (Кері Белл) — 3:12
6. «I Cry So Much» (Мел Лондон) — 4:42
7. «Sad Dreams» (Кері Белл) — 4:46
8. «Everything's Up Tight» (Джуніор Веллс) — 4:30
9. «Last Night» (Волтер Джейкобс) — 4:30
10. «Rocking With a Chromatic» (Кері Белл) — 3:17

## Учасники запису
- Кері Белл — вокал, губна гармоніка
- Едді Тейлор (2, 3, 5, 6, 8—10), Роял Джонсон (2, 3, 5, 6, 8—10), Джиммі Докінс (1, 4, 7) — гітара
- Джо Гарпер — бас
- Джо Віллі Перкінс — фортепіано (1, 4, 7)
- Сідні Томас (2, 3, 5, 6, 8—10), Віллі Вільямс (1, 4, 7) — ударні

Технічний персонал
- Роберт Г. Костер — продюсер
- Дейв Ентлер — звукоінженер
- Грег Робертс — фотографія обкладинки
- Збігнев Ястшебський — дизайн